# Dendrocerus psyllarum
Dendrocerus psyllarum är en stekelart som beskrevs av Paul Dessart 1983. Dendrocerus psyllarum ingår i släktet Dendrocerus och familjen trefåresteklar. Inga underarter finns listade i Catalogue of Life.